# Alcantarai Szent Péter
Alcantarai Szent Péter (1499 – 1562. október 18.) spanyol szerzetes, a római katolikus egyház szentje.

## Élete
Alcantara városában született nemesi családból. Filozófiát és egyházjogot tanult, majd 16 éves korában a mamerretesi ferences rendi zárdába lépett. Alig 20 évesen már a badajozi új zárda főnöke lett. 1524-ben pappá szentelték, és – mivel szigorú aszkézisben akart élni – Szent Onuphriosz lápai kolostorába költözött be. 1538-ban estremadurai tartományi főnök lett, és számos szigorító újítást hozott be rendjébe. 1541-ben Lisszabonba ment, és az arabidai szigorú Szűz Mária-zárdába vonult. 1555-ben III. Gyula pápától engedélyt kapott egy szigorú szabályzatú rend alapítására, amelynek fiókzárdái hamarosan el is terjedtek, 1561-re pedig már külön tartományt képeztek. Péter ugyanakkor fáradozott a karmelita rend újjáalakításán is. 63 éves korában hunyt el.